# Aethes citreoflava
Aethes citreoflava es una especie de polilla del género Aethes, categorizada en la tribu Cochylini, de la subfamilia Tortricinae.

## Distribución
Se distribuye por Rusia.

## Taxonomía
Fue descrita por Kuznetzov en 1966 y publicada en (Aethes), Trud. Zool. Inst. Leningrad 37: 203.